# Čtyřhranky
Čtyřhranky (Cubozoa) je třída žahavců zahrnující i mnohé druhy, jejichž jed může být smrtelně nebezpečný i pro člověka. Vyskytují se převážně v tropických oblastech, nejčastěji v Indickém oceánu či v západní části Pacifiku, nicméně jsou známy i druhy z chladnějších vod (Carybdea alata ze severozápadní Afriky).

## Charakteristika
Prochází, podobně jako ostatní žahavci, střídáním pohlavního stadia (medúza) a nepohlavního stadia (polyp). Medúzy čtyřhranek obvykle dosahují velikosti 15–25 cm na výšku, bývají nevýrazně zbarvené a vznikají z polypa kompletní přeměnou (nikoliv strobilací; tzn. z jednoho polypa vzniká jeden jedinec medúzy). V průřezu jsou medúzy téměř čtyřhranné, což jim dalo vědecký i český název. Z každého ze čtyř rohů vystupují z plátků (tzv. pedálií) chapadla. Dále mívají smyslové (zrakové a rovnovážné) orgány - tzv. rhopalia.
Její „štípnutí“ je schopno člověka usmrtit do 2 minut. Může se ale trápit i dvě hodiny. Pokud se postižený nezačne topit už z pouhého leknutí (bolest je tak silná, že mnohé oběti se domnívaly, že na ně zaútočil žralok), pak hrozí křeče, bezvědomí a selhání srdce. Žahavá tekutina obsažená v žahavých buňkách na jejích i několik metrů dlouhých chapadlech, je tak jedovatá, že stačí letmý dotek a může způsobit plavci nebo potápěči smrt.

## Výskyt
Tito živočichové žijí hlavně v Indickém a Tichém oceánu a u pobřeží se objevují ve větším množství pouze na severovýchodním pobřeží Austrálie, v období mezi říjnem a květnem (jedná se o nebezpečnou Chironex fleckeri).

## Klasifikace
Často se čtyřhranky dělí na dva řády:
- Carybdeida
- Chirodropida